# انتواع متباين الموطن

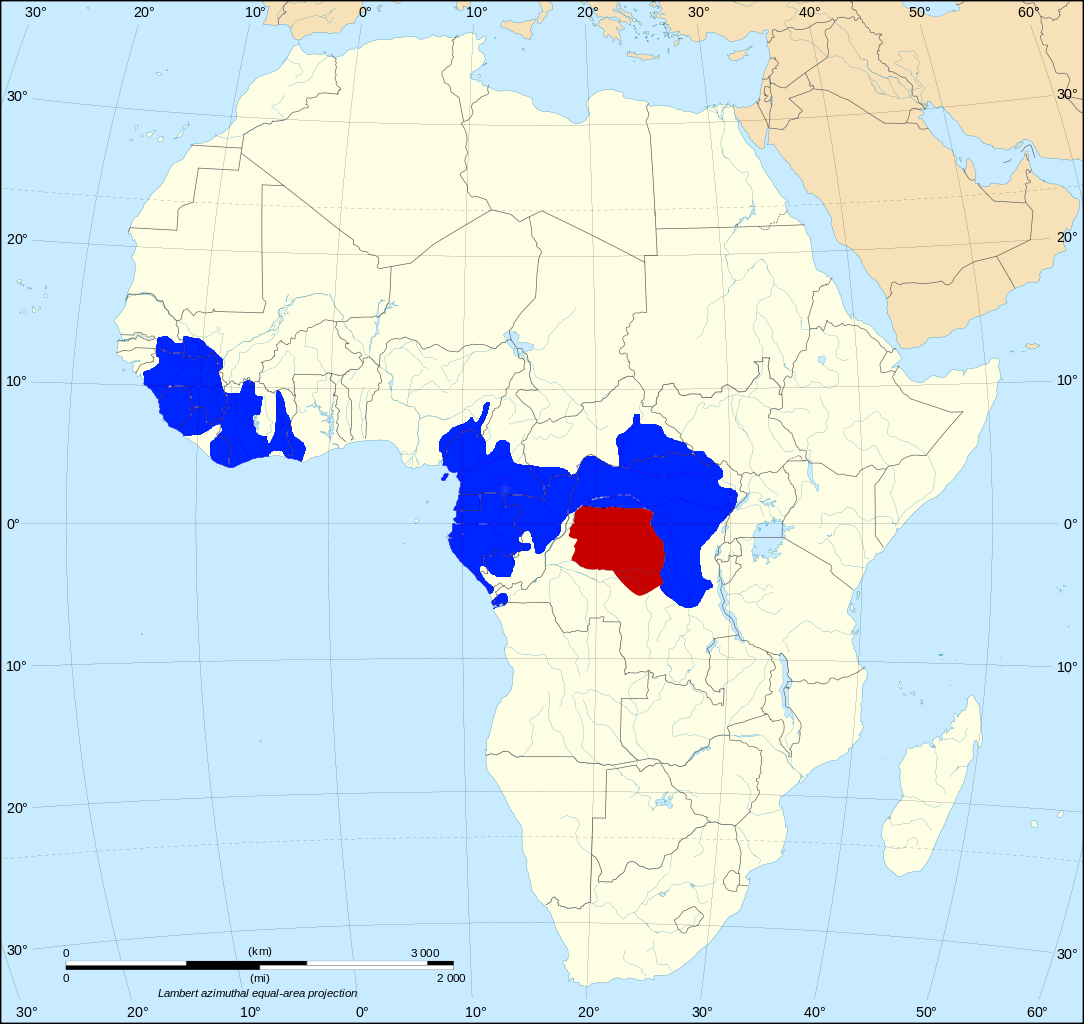
يشير التظليل الأحمر إلى نطاق البونوبو. يشير التظليل الأزرق إلى نطاق الشمبانزي. هذا مثال على الانتواع المتماثل لأنه مقسم بحاجز طبيعي (نهر الكونغو) وليس لديهم موطن مشترك.

انتواع متباين الموطن أو انتواع جغرافي أو التنوع المتوطن أو أنواع متباعدة الأوطان ويعرف أيضا بالانتواع التبايني، هو نموذج انتواع يحدث عندما تصبح تجمعات حيوية من نفس النوع منعزلة عن بعضها البعض إلى درجة تمنع أو تتداخل مع انسياب الجينات.
يمكن لتغيرات جغرافية أن تنشأ، كتحرك القارات، وتكون الجبال، الجزر، المسطحات المائية، أو الأنهار الجليدية. والنشاط البشري كالزراعة أو التطورات يمكن أن يغير في توزيع مجموعات الأنواع. تستطيع هذه العوامل أن تغير جغرافية إحدى المناطق بشكل كبير، مما يؤدي إلى حدوث فصل لمجموعات الأنواع وتحولها إلى مجموعات فرعية منعزلة. ومن ثم، تخضع المجموعات إلى تغييرات جينية، حيث تتعرض لضغوطات انتقائية مختلفة، وتخضع لانجراف جيني، وتتراكم لدى البركات الجينية للمجموعات الحيوية المنعزلة طفرات مختلفة. تمنع الحواجز أن يحدث تبادلا للمعلومات بين مجموعتين، مما يؤدي إلى حدوث انعزال إنجابي. وإذا حدث والتقت مجموعتان، فلن يصبح بمقدورهما التكاثر أو التناسل بفعالية. يمكن لعوامل العزل الأخرى، كتشتت المجموعات التي تؤدي إلى الهجرة، أن تُحدث انتواعا (كتشتت وانعزال أنواع في جزيرة محيطية مثلا) ويصبح بذلك حالة خاصة من الانتواع متباين الموطن، ويعرف بالانتواع المحيطي.
ينقسم الانتواع متباين الموطن إلى نموذجين رئيسيين: جغرافي ومحيطي. ويختلف كلا النموذجين عن بعضهما بسبب حجم مجموعتيهما وبسبب ميكانيكيات العزل الجغرافي. يستخدم كلا المصطلحين في البيولوجيا الجغرافية لوصف العلاقة بين كائنات لا تتداخل نطاقاتها بشكل كبير، لكنها تكون مجاورة لبعضها البعض –فهي لا لا تتواجد معا أو أنها تملك نطاق اتصال ضيق. من ناحية تاريخية، كانت اللغة المستخدمة للإشارة إلى نماذج الانتواع تعكس مباشرة التوزيعات البيولوجيا الجغرافية. ومن هنا، فإن تباين الموطن هو توزيع جغرافي، بخلاف متماثل الموطن (الانتواع في نفس المنطقة). وعلاوة على ذلك، فإن مصطلحات الانتواع متباين الموطن أو الانتواع الجغرافي أو الانتواع المنعزل جغرافيا تُستخدم بشكل متبادل في المؤلفات العلمية. وسيتبع هذا المقال نمطا مشابها، فيما عدا الحالات الخاصة كالمحيطي والنابذ.
تتسبب مراقبة الطبيعة في خلق صعوبات في مراقبة الانتواع متباين الموطن من بدايته وحتى نهايته، إذ أنها تتم بصورة ديناميكية. وبسبب ذلك، تنشأ مشاكل عدة في تعريف الأنواع، تحديد الحدود العازلة، قياس العزلة الإنجابية، وغيرها. ومع ذلك، فقد دعمت النماذج اللغوية والرياضية، التجارب المختبرية، والأدلة التجريبية بشكل ساحق حدوث الانتواع متباين الموطن في الطبيعة. تدعم النمذجة الرياضية للأسس الوراثية للعزلة الإنجابية معقولية الانتواع متباين الموطن، بينما تؤكد التجارب المعملية على ذبابة الفاكهة وغيرها من الأنواع الحيوانية والنباتية أن العزلة الإنجابية تتطور كنتيجة ثانوية للانتقاء الطبيعي.

## نموذج انتواع العزلة الجغرافية
الانتواع بالعزلة الجغرافية يعتبر على نحو واسع النمط الأكثر شيوعا للانتواع، ويعتبر أيضا النموذج الرئيس للانتواع متباين الموطن. انتواع العزلة الجغرافية هو عملية ينقسم من خلالها مدى أصنوفة واحدة أو حيوم كامل إلى مجموعات غير مترابطة (توزيع منفصل) وذلك بتكوين حاجز خارجي لتبادل الجينات، وهو حاجز ينشأ خارجيا ليفصل النوع. تنشأ هذه الحواجز الخارجية عادة بفعل تغيرات جيولوجية وطبوغرافية، مثل تكون الجبال (الأوروجينية)، تكون الأنهار أو المسطحات المائية، تكون الجليد، تكون أو إزالة جسور اليابسة، تحرك القارات بمرور الزمن (بفعل الصفائح التكتونية)، أو تكون اليابسة، بما في ذلك الجزر السماوية. يمكن لهذه الأحداث أن تغير توزيع تجمعات الأنواع. قد ينشأ ظهور تنظيمات مناسبة أو غير مناسبة للمساكن الطبيعية جراء تلك التغيرات، ويمكن أن ينشأ عن تغيرات في المناخ أو بسبب أنشطة بشرية واسعة النطاق (كالتطوارات الزراعية والهندسية المدنية، وتجزؤات المواطن). إلى جانب عوامل أخرى، يمكن لهذه العوامل الكثيرة أن تغير منطقة جغرافية بأشكال جوهرية، فتؤدي إلى فصل تجمع أحد الأنواع إلى مجموعات فرعية منعزلة. تتعرض التجمعات المنعزلة جغرافية حينها إلى تشعب في النمط الجيني والنمط الجيني على النحو التالي: (أ) تتعرض لضغوط انتقائية مختلفة، (ب) تتعرض بشكل مستقل لانجراف وراثي، (ج) وتحدث لها طفرات وراثية في بركات تجمعاتها الجينية. تمنع الحواجز الخارجية تبادل المعلومات الوراثية بين تجمعين من الأحياء، مما يؤدي بشكل حتمي إلى حدوث تمايز في المواطن المختلفة بيئيا التي يعيشون فيها، وبذلك فإن الضغوط الانتقائية تؤدي دائما إلى عزلة إنجابية كاملة. بالإضافة إلى ذلك، فإن ميل الأنواع إلى البقاء في مكانها البيئي خلال تغير الظروف البيئية قد يلعب دورا في عزل التجمعات عن بعضها البعض، مما يؤدي إلى تطور سلالات جديدة.
يمكن للانتواع متباين الموطن أن يُمثَّل كحافة في تسلسل انسياب الجينات. وبذلك، فإن مستوى انسياب الجينات في المجموعات الحيوية في الانتواع متباين الموطن يكون m = 0، حيث تساوي m معدل التبادل الجيني. بينما في حالة الانتواع بنفس الموطن فإن m = 0.5، وفي الانتواع المحازي فإن العلاقة تمثل التسلسل بأكمله، وذلك رغم عدم إجماع العلماء على مخطط تصنيف الوضع الجغرافي هذا، والذي لا يعكس بالضرورة تعقيد الانتواع. يعتبر الانتواع متباين الموطن في العادة كنموذج مهمل أو قليل الشأن للانتواع، لكن الجدال حول هذا الأمر كبير جدا.